# Belga Lipót-rend
A Lipót-rend (Leopoldsorde hollandul, Ordre de Léopold franciául) a legmagasabb belga állami elismerés, egyike a három, napjainkban is adományozott belga lovagrendnek. A rend jelmondata: L'union fait la force (francia) - Eendracht maakt macht (holland), vagyis "Egységben az erő". A rendet I. Lipót belga király alapította 1831. július 11-én. A rendnek katonai, tengerészeti és polgári tagozata van. A tengerészeti kitüntetést csakis a kereskedelmi flotta tagjai kaphatják, a katonait pedig a belga fegyveres erők tagjai. A rendet általában kimagaslő hőstettek véghezviteléért, vagy pedig a belga állam és társadalom szolgálatában tett erőfeszítések elismeréseként adományozzák. A Lipót-rendet minden alkalommal királyi rendelettel hirdetik ki minden év április 8-án (I. Albert belga király születése évfordulóján), július 21-én (I. Lipót trónra lépésének napján) és november 15-én (Lipót neve napján).
Az első és a második világháború után a Lipót-rendet számos külföldi katonatiszt is megkapta, akik jelentős szolgálatokat tettek Belgium függetlenségéért, illetve felszabadításáért. Többek között megkapták George Patton és Dwight D. Eisenhower amerikai tábornokok, Bernard Montgomery brit tábornok, illetve Wesley Clark tábornok, a NATO európai erőinek főparancsnoka 1997 és 2000 között. A kitüntetettek között van még Josip Broz Tito is, aki 1970-ben kapta meg az elismerést.
A rend kitüntetését jelenleg csak II. Albert belga király adományozhatja és kizárólag 42. életévüket betöltött személyeknek (kivéve a katonai fokozatban).

## Története

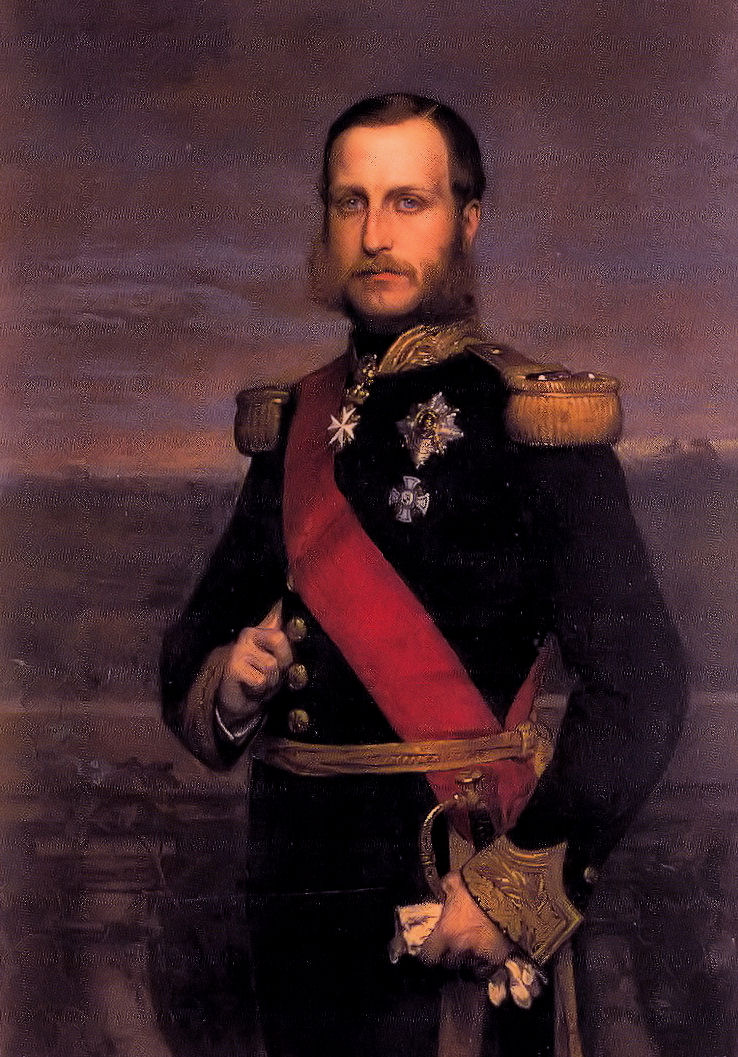
Fülöp belga herceg, I. Lipót fia, jobb vállán a Lipót-rend kitüntetésével

A Lipót-rend az első belga lovagi rend, amelyet I. Lipót belga király alapított katonai és dinasztikus érdemrendnek.
A rend megalapítását Félix de Mérode belga politikus javasolta először 1832. június 8-án és eredetileg "Ordre de l’Union" volt a neve. A nevet azonban a javaslatot vizsgáló bizottság hamarosan Lipót-rend-re módosította és jelmondatul a "L’Union fait la Force"/"Eendracht maakt Macht" (Egységben az erő) kifejezést választották, amely részben utalás az 1789-es brabanti felkelés jelmondatára ("In Unione Salus").
A belga parlament július 6-án fogadta el a javaslatot (37 igen és 35 nem szavazat mellett). A képviselők egy része kizárólag katonai érdemrendet szeretett volna látni, amelyet az alkotmány értelmében a király saját maga is létrehozhatott volna.
A javaslatot július 9-én a belga parlament felsőháza megvizsgálta, de még nem született megegyezés, amikor július 11-én Lipót király kihirdette a rendet létrehozó törvényt.

## Fokozatok
A rendnek eredetileg polgári és katonai fokozata, illetve ezeken belül négy rangja volt: lovag (knight), tiszt (officer), parancsnok (commander) és fősáv (grand cordon). 1838-ban azonban a király létrehozott egy ötödik rangot, a főtisztet (grand officer). Ugyanebben az évben egy november 8-án kelt királyi rendelettel a rend felügyeletét és a javaslati jogkört a király a külügyminisztérium hatáskörébe utalta.
A rend mindenkori nagymestere a belga király, akinek a címe Nagymester (Grootmeester).
Mind az öt rangot adományozzák a katonai, tengerészeti és polgári fokozatokban is, de a Grand Cordon rangot általában csak belga és más nemzetek államfőinek, királyi családtagoknak, jelentős belga politikusoknak és volt miniszterelnököknek, háromcsillagos tábornokoknak és néhány magas rangú köztisztviselőnek adományozzák csak.

## A rendjel leírása, viselete

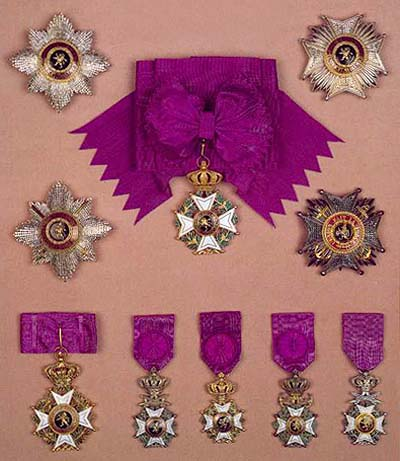
A Lipót-rend kitüntetései (balról jobbra):
felső sor: a Grand Cordon és a Grand Officer polgári csillagja
középső sor: Grand Officer katonai fokozat, Grand Cordon kitűző, Grand Officer tengerészeti fokozat
alsó sor: Commander kereszt polgári fokozat, Officer's Cross katonai, polgári és tengerészeti fokozat, Knight's Cross katonai fokozat.
A fényképet a Société de l'Ordre de Léopold bocsátotta a Wikipédia rendelkezésére.

A rend nyakéke arany, kilenc koronával és kilenc "LR" monogrammal ("Leopoldus Rex", vagyis Lipót király), valamint 18 oroszlánnal.
A rend kitűzője fehér zománccal borított máltai csillag, amelyet ezüst (a lovag fokozatnál) vagy arany (a magasabb fokozatoknál) díszítés vesz körbe. A csillag szárai között zöld zománccal díszített babér és tölgylevélkoszorú húzódik. A kidomborodó középső pajzson, fekete zománcon egy arany oroszlán található, hátoldalán az "LR" monogram található, a kört fekete zománc alapon a rend jelmondata veszi körbe (franciául: L'union fait la force és hollandul: Eendracht maakt macht).
A csillag tetején egy korona található, a katonai fokozatban a korona alatt keresztbe tett kardok, a tengerészeti fokozatban horgony található, a polgári fokozatban itt nem található díszítés.
A rend csillaga nyolcágú, berakásos ezüst csillag a Grand Cordon fokozatban, négyágú ezüst máltai kereszt a Grand Officer fokozatnak. A középső korongon fekete zománcalapon arany oroszlán található, amelyet vörös zománc sáv vesz körbe a rend mottójával. Arany kardok vagy horgony díszíti a katonai vagy tengerészeti fokozatot.
A rend szalagja általában díszítés nélküli bíbor szalag, azonban a különleges körülmények között adományozott szalagos a tiszti és lovagi fokozatban a következő eltéréseket mutathatják:
- keresztbe tett kardok díszítik a háborús időben adományozott szalagot (a második világháború vagy a koreai háború alatt adományozott szalagokon egy kis felirat azonosítja a háborút)
- a szalag mindkét oldalát arany szegély díszíti a különleges harci cselekményekért, hőstettekért adományozott szalagon
- a szalag közepén arany csík fut végig a háborús időben véghezvitt kimagaslóan hasznos cselekedetért
- a szalagot egy ezüst csillag díszíti a kimagasló jótékonysági cselekedetekért
- a szalagot egy arany csillag díszíti, amennyiben a kitüntetettet az országos napiparancsban név szerint is említették
- ezüst vagy arany pálmák díszítik a háborús időben katonáknak adományozott szalagot

A csillagokat és a sávokat egyszerre is lehet adományozni, de napjainkban ez igen ritkán fordul elő. A szalag színe eredetileg vörös volt, a 19. század során változtatták bíborra.
1921 után a nem háborús időben adományozott kitüntetéseket a kitüntetett személyeknek meg kell vásárolniuk.

## Az adományozás feltételei

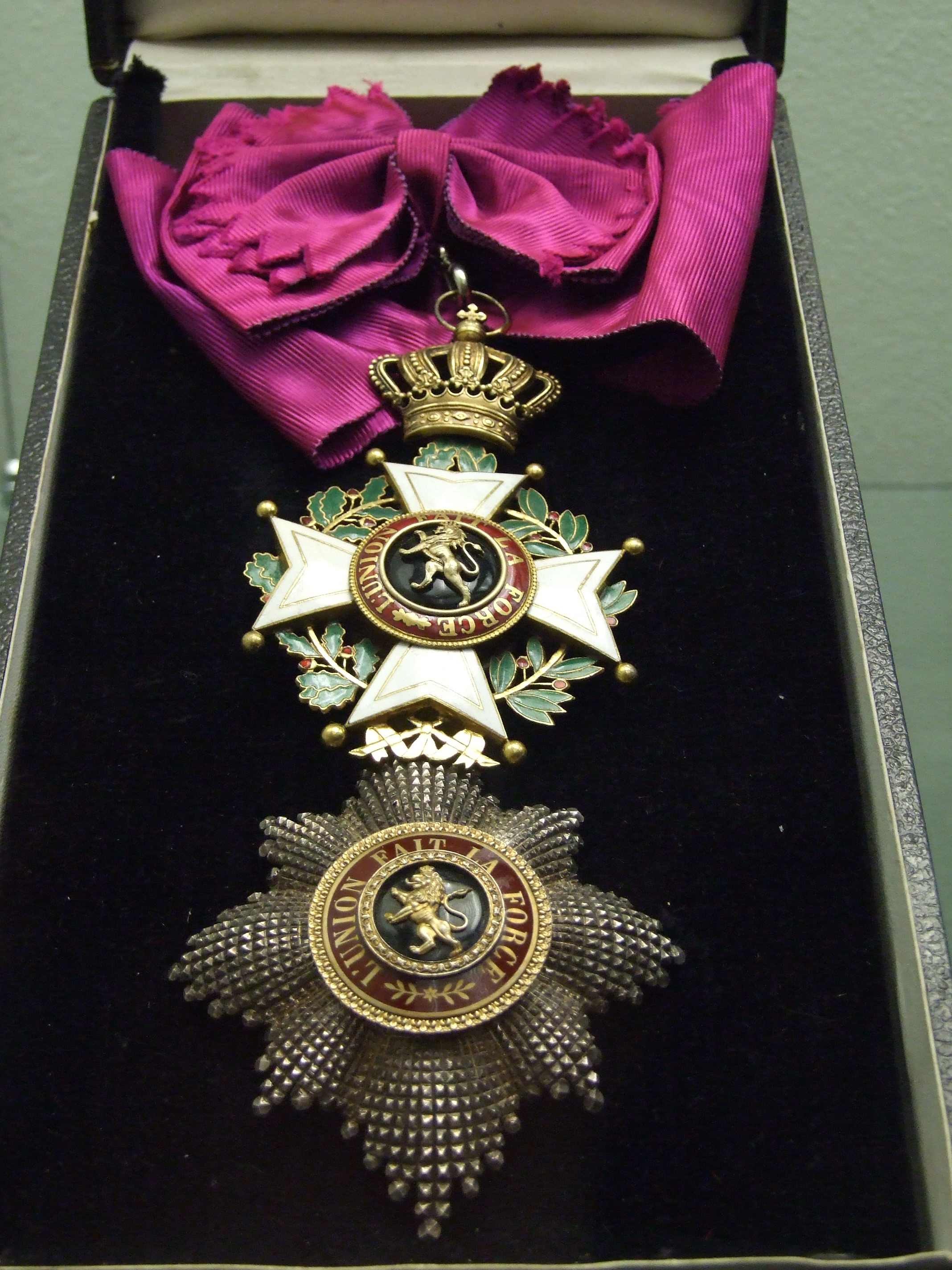
A Grand Cordon fokozat csillagja és kitűzője

### Polgári fokozat
A Lipót-rendet (és más belga kitüntetéseket) általában meghatározott napokon kihirdetett királyi rendelettel adományozzák, ez történhet április 8-án (I. Albert belga király születésnapján), november 15-én (I. Lipót belga király nevenapján, illetve a királyság ünnepén, valamint bizonyos esetekben július 21-én (a belga nemzeti ünnepen, I. Lipót trónra lépésének évfordulóján).
A rend kitüntetéseit elsősorban a belga állam és társadalom szolgálatában elkövetett cselekedetekért adományozzák, a köztisztviselők esetében pontosan leszabályozták a szolgálati idő és kor követelményeit, míg egyéb személyek esetében a király dönt a rend odaítéléséről. A királyi rendeletet a belga hivatalos közlöny (Moniteur Belge) adja ki.
A külügyminisztérium felelős a rend felügyeletéért és a szabályozások keretén kívül eső (vagyis nem köztisztviselőknek adományozott) kitüntetések megítélésénél tanácsadói szerepet lát el. A különleges cselekedetekért adományozható kitüntetések számát a belga kormány minisztertanácsa határozza meg minden évben.
A Lipót-rend és más belga katonai és polgári rendek hierarchiáját törvény szabályozza, amely szerint a Lipót-rend rangsorban a Koronarend és a II. Lipót-rend felett áll. Különleges esetek kivételével, ha valakit már kitüntettek az egyik renddel, akkor nem kaphat annál alacsonyabb kitüntetést, tehát ha megkapta a II. Lipót-rend parancsnoki fokozatát, akkor nem kaphatja meg a Lipót-rend lovagi vagy tiszti fokozatát.
A büntetőjogi eljárás alá volt személyek általában nem kaphatják meg a rend kitüntetését, amíg az eljárás be nem fejeződik.

### Katonai fokozat
A katonai fokozatokat (amelyeket keresztbe tett kardok jelölnek a korona alatt) a szolgálati idő hossza alapján adományozzák a belga haderő tagjainak (az alapkiképzés éveit 50%-ban veszik figyelembe), illetve háborús időben egyes kimagasló cselekedetekért is adományozható. A normális körülmények között adományozott kitüntetésekre a következő szabályok élnek:
- Grand Officer: altábornagyi rangban lévő katonatisztnek adományozható, legalább 2 évig ebben a fokozatban kell lenni
- Commander: legalább 25 év szolgálat parancsnoki beosztásban
- Officer: legalább 28 év szolgálati idő és legalább őrnagyi rendfokozat
- Knight: legalább 20 év szolgálati idő századosi rendfokozatú tiszteknek és 40 év szolgálati idő tiszthelyetteseknek

A katonai fokozatoknál nincs korhatár.

### Tengerészeti fokozat
A tengerészeti fokozatot csak a kereskedelmi flotta tagjai kaphatják meg, ugyanis a Belga haditengerészet tagjainak a katonai fokozatot adományozzák. Napjainkban a tengerészeti fokozatot szinte sosem adományozzák.

## A Lipót-rend Egyesület
Az 1832-ben alapított egyesület (Vereniging van de Leopoldsorde hollandul, Société de l'Ordre de Léopold franciául) egy közhasznú alapítvány, amelynek célja a legmagasabb belga állami kitüntetés presztízsének fenntartása, a tagok morális és pénzügyi támogatása. A Lipót-rend kitüntetettjei önkéntesen léphetnek be az egyesületbe, amelynek központja Brüsszelben található és tagjai között számos jeles politikus és magas rangú katonatiszt található.

## Fordítás
- Ez a szócikk részben vagy egészben  az   Order of Leopold (Belgium) című angol Wikipédia-szócikk fordításán alapul.  Az eredeti cikk szerkesztőit annak laptörténete sorolja fel. Ez a jelzés csupán a megfogalmazás eredetét és a szerzői jogokat jelzi, nem szolgál a cikkben szereplő információk forrásmegjelöléseként.

## Külső hivatkozások
- A Lipót-rend Egyesület honlapja
- phalerae.org
- Northeastmedals
- A Lipót-rend létrehozásának története (franciául)
- Belga kitüntetések az I. világháború előtt (franciául)